# Playing with Fire (singel Blackpink)
„Playing with Fire” (kor. 불장난 Buljangnan) – piosenka południowokoreańskiej grupy Blackpink, wydana 1 listopada 2016 roku przez wytwórnię YG Entertainment. Jest pierwszą piosenką z albumu singlowego Square Two.
Piosenka zadebiutowała na 3 miejscu listy Gaon Digital Chart. Został pobrany w Korei Południowej w liczbie ponad 2,5 mln kopii.
Utwór został nagrany ponownie w języku japońskim i wydany 30 sierpnia 2017 roku na pierwszym japońskim minialbumie Blackpink.

## Tło i wydanie
Piosenka „Playing with Fire” została wydana 1 listopada 2016 na cyfrowym singlu pt. Square Two, zawierającym także utwór „STAY”, za pośrednictwem różnych cyfrowych portali muzycznych w Korei Południowej i na iTunes.

## Teledysk
Teledysk do utworu „Playing with Fire” wyreżyserował Seo Hyun-seung, który wyreżyserował także teledysk do „Boombayah”, i został udostępniony na oficjalnym kanale Blackpink 1 listopada 2016 roku o północy. Choreografię opracował Kyle Hanagami, który pracował z nimi przy „Boombayah” z poprzedniego singla Square One.

## Promocja
Blackpink zaprezentowały „Playing with Fire” podczas comeback stage w programie Inkigayo 6 listopada 2016 roku, a także w M Countdown 10 listopada 2016 roku. 
Piosenka dwukrotnie wygrała w programie Inkigayo – 27 listopada i 4 grudnia 2016 roku.

## Notowania
| Lista                              | Najwyższa pozycja |
| ---------------------------------- | ----------------- |
| Gaon Weekly Digital Chart          | 3                 |
| Gaon Yearly Digital Chart (2017)   | 25                |
| Gaon Weekly Download Chart         | 2                 |
| Gaon Weekly Streaming Chart        | 2                 |
| Billboard World Digital Song Sales | 1                 |

## Nagrody w programach muzycznych
| Program        | Data              | Źródło |
| -------------- | ----------------- | ------ |
| Inkigayo (SBS) | 27 listopada 2016 | [ 15 ] |
| Inkigayo (SBS) | 4 grudnia 2016    | [ 16 ] |